# Монтойя, Себастьян
Себастьян Монтойя Фрейделл (род. 11 апреля 2005, Майами, Флорида, США) — колумбийский автогонщик. В настоящее время выступает в Формуле-3 за команду Hitech Pulse-Eight. Он является сыном бывшего гонщика Формулы-1 Хуана-Пабло Монтойи.
Состоит в молодёжной программе Red Bull Junior Team с 2023 года. Ранее, когда занимался картингом, он был членом Академии Ferrari.

## Карьера

### Картинг
Монтойя начал свою карьеру в картинге в 2013 году, участвуя в Rotax Micro Max зимнего тура Флориды, когда ему было восемь лет. Затем продолжал соревноваться в этой серии в течение следующих четырех лет, где в 2016 году занял пятое место, после этого переехал в Европу, чтобы участвовать в чемпионате Европы по картингу в 2017 году. Монтойя провел в общей сложности три года на европейской арене картинга, дважды участвовал в чемпионате мира по картингу и трижды в чемпионате Европы. За время своего пребывания в картинге Монтойя выиграл только один международный чемпионат; это соревнование Rok the Rio в 2018 году.

### Чемпионат IMSA по гонкам на спорткарах
Монтойя впервые испытал гоночный прототип на выносливость во время тестов новичков на Чемпионате мира по гонкам на выносливость FIA 2021 года.
Монтойя дебютировал на выносливость во время чемпионата IMSA SportsCar Championship в 2022 году, участвуя вместе со своим отцом в отдельных этапах DragonSpeed - 10 Star. Первоначально он должен был участвовать в гонках «24 часа Дейтоны» 2022 года в конце января, но его исключили из-за его обязательств по региональному чемпионату Formula Asia с командой Mumbai Falcons India Racing.

### Формула-3

#### 2022 год
Из-за обязательств Оливера Гёте по Открытому чемпионату Евроформулы Монтойя заменил его и впервые выступил в Формуле-3 в Зандворте, выступая за Campos Racing, в то время как Хантер Йеани все еще был травмирован.
Монтойя квалифицировался седьмым, когда красный флаг помешал его соперникам улучшить время прохождения круга. Кроме того, он был единственным из команды Campos Racing, набравшим очки. Монтойя занял 21-е место в итоговой классификации.
В конце сентября Монтойя принял участие в постсезонных тестах того же года за команду Hitech Grand Prix в Хересе.

#### 2023 год
В январе 2023 года Монтойя был объявлен гонщиком команды Hitech Grand Prix для участия в чемпионате Формулы-3 в 2023 году.